# مرض الأكارين

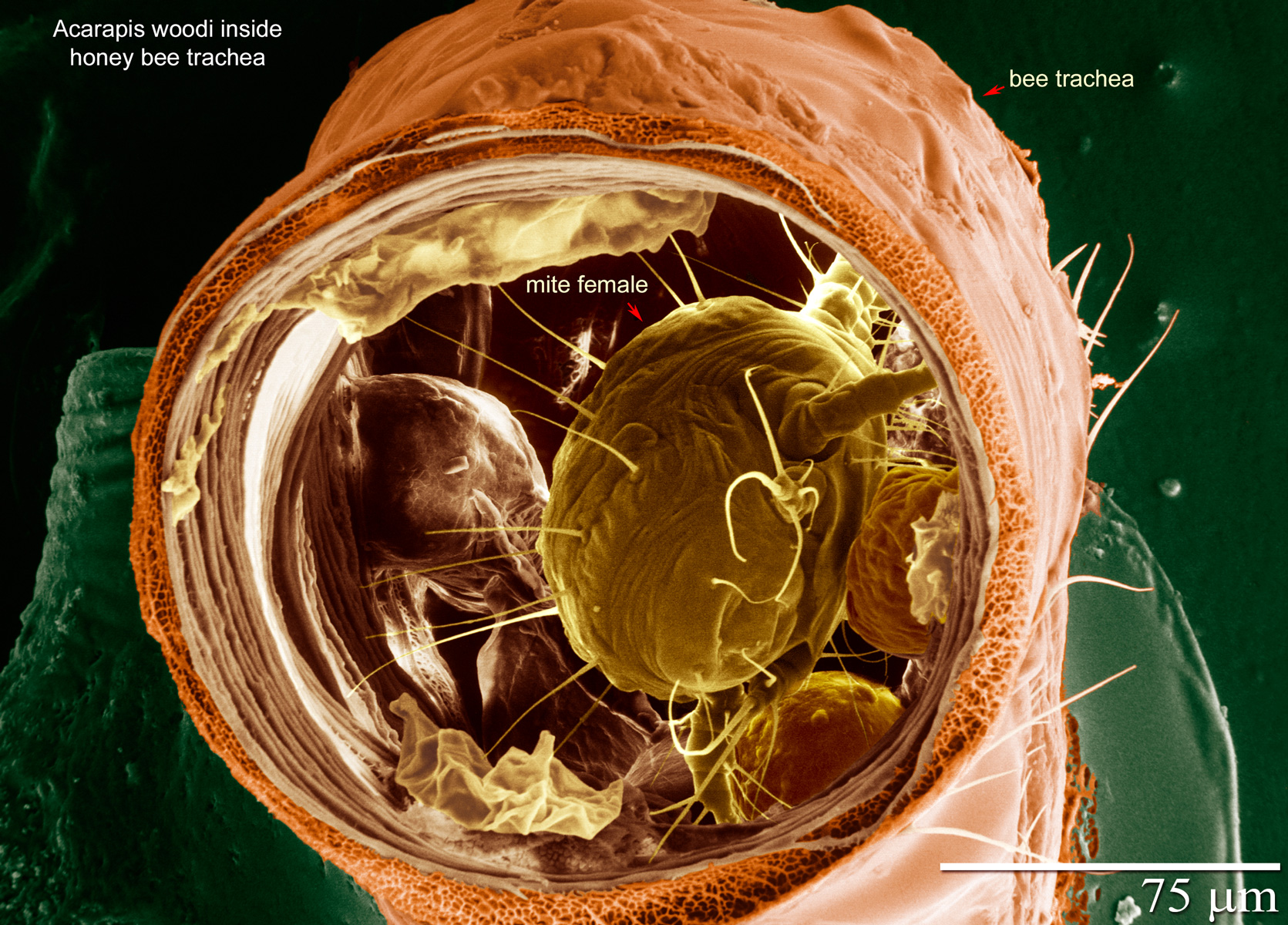
صورة مجهرية لحلم الأكارين

الأكارين من الامراض المعدية التي تصيب نحل العسل في جهازها التنفسي و يسببه حلم صغير جدًا اسمه أكارابيس وودي طوله 0.1 ملمتر لونه أصفر فاتح بعد أربعة أيام يتحول إلى يرقة تتغذى على سوائل جسم النحلة من خلال القصبات الهوائية و بعد 2 إلى 3 أسابيع تتحول اليرقات إلى حلم بالغ و يبدأ في التكاثر مما يؤدي إلى موت النحلة.

## الأعراض
1. ارتخاء الاجنحة
2. انتفاخ البطن
3. تبرز النحل على لوحة الطيران
4. وفيات معتبرة أمام الخلية
5. عدم القدرة على الطيران

## العلاج
1. التبخير بمادة كلوروبنزيلات كلوروبنزيلات في حالات الإصابة المتوسطة
2. الحرق في حالات الإصابة الشديدة